# Brahim Thiam
Brahim Thiam (Bobigny, 24 febbraio 1974) è un ex calciatore francese naturalizzato maliano, di ruolo difensore.